# Héctor Guerrero Córdova
Héctor Guerrero Córdova SDB (* 14. September 1941 in Mexiko-Stadt, Mexiko) ist ein mexikanischer Ordensgeistlicher und emeritierter römisch-katholischer Prälat der Territorialprälatur Mixes.

## Leben
Héctor Guerrero Córdova trat in die Ordensgemeinschaft der Salesianer Don Boscos ein und empfing am 28. Dezember 1968 das Sakrament der Priesterweihe.
Am 3. März 2007 ernannte ihn Papst Benedikt XVI. zum Prälaten der Mixe. Der Erzbischof von Antequera, José Luis Chávez Botello, spendete ihm am 28. April desselben Jahres die Bischofsweihe; Mitkonsekratoren waren der Weihbischof in Guadalajara, Miguel Romano Gómez, und der Bischof von Veracruz, Luis Felipe Gallardo Martín del Campo SDB.
Am 13. Juni 2018 nahm Papst Franziskus das von Héctor Guerrero Córdova aus Altersgründen vorgebrachte Rücktrittsgesuch an.